# Варпенси
Варпенси (пол. Warpęsy) — село в Польщі, у гміні Ясенець Груєцького повіту Мазовецького воєводства.
Населення — 294 особи (2011).
У 1975-1998 роках село належало до Радомського воєводства.

## Демографія
Демографічна структура станом на 31 березня 2011 року:
|          | Загалом | Допрацездатний вік | Працездатний вік | Постпрацездатний вік |
| -------- | ------- | ------------------ | ---------------- | -------------------- |
| Чоловіки | 156     | 37                 | 103              | 16                   |
| Жінки    | 138     | 35                 | 75               | 28                   |
| Разом    | 294     | 72                 | 178              | 44                   |